# Rắn ăn trứng nâu miền Nam
Dasypeltis inornata là một loài rắn trong họ Rắn nước. Loài này được Smith mô tả khoa học đầu tiên năm 1849.